# Collana Nativitas

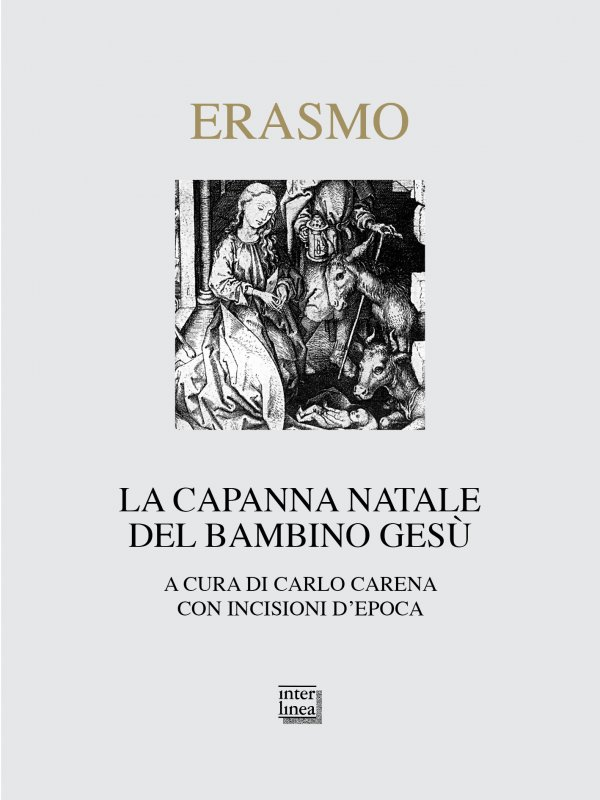
Copertina di La capanna del bambin Gesù di Erasmo da Rotterdam, pubblicata nel n.100 di "Nativitas", Interlinea, 2020

Nativitas è la collana editoriale della casa editrice Interlinea dedicata a testi ispirati o ambientati al Natale della tradizione classica e moderna.

## Storia
“Nativitas”, collana editoriale a cura di Interlinea, è l’unica in Italia e la prima in Europa dedicata al tema del Natale tra letteratura, arte e spiritualità, in formato tascabile (12x16 cm) stampata su carta pregiata ecologica con titoli impressi in oro a caldo. La serie, che gode di molti collezionisti, ha raggiunto nel 2020 i cento numeri e nasce nel 1993 da un'idea del classicista Carlo Carena per l’uscita inaugurale, un cofanetto intitolato Le storie della tradizione contenente testi della Legenda aurea, del Protovangelo di Giacomo e della Storia dei re magi di Giovanni da Hildesheim. Tra i successi: Natale in poesia a cura di Luciano Erba e Roberto Cicala, Quel Natale nella steppa di Mario Rigoni Stern e Dacci la grazia della tenerezza di Jorge Bergoglio-papa Francesco. "Nativitas" ha vinto il premio San Vidal di Venezia nel 1999 come migliore collana editoriale.

## Argomenti
"Nativitas” si caratterizza per sezioni di narrativa, arte, spiritualità, poesia, tradizione e saggistica.
Narrativa: una scelta di romanzi e racconti dei maggiori autori. Da Quel Natale nella steppa di Mario Rigoni Stern a Natale a Marradi. L’ultimo Natale di Dino Campana di Sebastiano Vassalli, con antologie legate a città (Natale sotto la Mole, Natale in piazza Duomo e Natale sotto il Cupolone) e classici come Un canto di Natale di Charles Dickens, Sogno di Natale e altri racconti di Luigi Pirandello, Il caso dell'oca di Natale di Arthur Conan Doyle o Il sarto di Gloucester di Beatrix Potter, fino a Le rose di Natale.
Piccoli libri d’arte: parole e immagini a colori, da Le mie natività di Federico Zeri a La stella dei re magi di Emanuele Luzzati, da Le più belle incisioni della Natività dal XV al XX secolo a Natività agli Uffizi e Le più belle Natività al Louvre fino alle Natività di Leonardo da Vinci.
Spiritualità: testi di riflessioni, memoria e meditazione da Un bambino per sempre di Giovanni Testori e Visioni di Natale di Padre Pio a La notte della luce. Pagine e omelie di Natale di Karol Wojtyla.
Tradizione e saggistica: da Il menù delle feste di Pellegrino Artusi a Presepi artistici e popolari, da Il panettone a Cantautori a Natale e Cinema a Natale, testi che raccontano la festa da vari punti di vista, senza dimenticare la filosofia di Le piccole cose di Natale di Francesca Rigotti e un titolo illustratissimo di Walter Fochesato, Le pubblicità di Natale che hanno fatto epoca.
Poesia: dal long seller Natale in poesia, antologia impreziosita con tavole d’arte a colori, agli inediti di Clemente Rebora in Il tuo Natale di fuoco alla raccolta di Giovanni Tesio Il canto dei presepi, per arrivare alle poesie che abbiamo letto a scuola: Il campanile scocca la mezzanotte santa.

## Volumi pubblicati (parziale)
Sono stati pubblicati, in ordine cronologico:
- 20. Federico Zeri, Le mie Natività (2000)
- 21. Gianfranco Bettetini, Un tram senza rotaie (2000)
- 22. Natale in poesia. Antologia dal IV al XX secolo , a cura di L. Erba e R. Cicala (2000), nuova ed. (2019)
- 23. Laura Mancinelli, La musica dell’isola (2000)
- 26. Robert Louis Stevenson, Markheim , trad. di M. Vaggi (2001)
- 27. Mervyn Peake, La ballata della bomba volante , trad. di A. Zaccuri (2001)
- 28. Benito Mazzi, Quando abbaiava la volpe (2001)
- 29. Mino Milani, Tre arance di Natale (2002)
- 31. Presepi italiani artistici e popolari, a cura di L. Zeppegno (2002)
- 32. Giotto, La Natività della cappella degli Scrovegni , con una poesia di M. Luzi (2002)
- 33. Il Natale di Chiara d’Assisi , a cura di R. Dimichino (2002)
- 34. Gianfranco Ravasi, Natale all’Ambrosiana , con riproduzioni d’arte (2003)
- 35. Gentile da Fabriano, Adorazione dei magi , con riproduzioni d’arte (2003)
- 37. Rex Stout, Festa di Natale , trad. di M. Vaggi (2003)
- 38. Ellery Queen, La bambola del delfino, trad. di M. Vaggi (2004)
- 39. Pieter Bruegel, Mario Luzi, L’adorazione dei magi e dei pastori (2004)
- 40. Pearl S. Buck, Il segreto di Natale , trad. di M. Vaggi (2005)
- 42. Albrecht Dürer, La Natività , con un testo di Lope de Vega (2005)
- 43. Guido Clericetti, Sorridi ancora a Natale. Le più belle vignette (2005), nuova ed. (2010)
- 44. Mario Soldati, Natale e Satana. Racconti (2006)
- 45. Sebastiano Vassalli, Il robot di Natale e altri racconti (2006)
- 46. Mario Rigoni Stern, Quel Natale nella steppa (2006)
- 47. Fëdor Dostoévskij, Le feste di Natale , trad. di A. Niero (2007)
- 48. Giovanni Testori, Un bambino per sempre , a cura di F. Panzeri e V. Rossi (2007)
- 49. Cantautori a Natale. De André, De Gregori , Guccini, Vecchioni (2008)
- 50. Sebastiano Vassalli, Natale a Marradi. L’ultimo Natale di Dino Campana (2008)
- 51. Francesca Rigotti, Le piccole cose di Natale, nota di D. Fornaciarini (2008)
- 52. Giorgio Simonelli, Cinema a Natale. Da Renoir ai Vanzina (2008)
- 53. Natale sotto la Mole. Scrittori torinesi raccontano , a cura di G. Tesio (2008)
- 55. Charles Dickens, Un canto di Natale , trad. di M. Vaggi (2009), nuova ed. (2019)
- 56. Guido Gozzano, La pecorina di gesso, a cura di R. Carnero (2009)
- 57. Roberto Denti, Un Natale in prigione. Ricordo di guerra (2009)
- 58. Le più belle incisioni della Natività dal XV al XX secolo (2009)
- 59. Riccardo Bertoncelli, Se una notte d’inverno un musicista. Otto storie rock (2010)
- 60. Walter Fochesato, Auguri di buon Natale. Arte e tradizione delle cartoline augurali (2010)
- 61. Luigi Pirandello, Sogno di Natale , a cura di G. Davico Bonino (2010)
- 63. Pellegrino Artusi, Il menu delle feste. Ricette della tradizione per Natale e l’anno nuovo , con illustrazioni d’epoca (2011)
- 64. Natale mediterraneo. Scrittori del Sud raccontano (2014)
- 65. Chiara Gatti, Insolite Natività. Un itinerario d’arte in Lombardia (2012)
- 66. Sania Gukova, Icone russe di Natale (2011)
- 67. Natale scapigliato , a cura di G. Iannaccone (2011)
- 68. Natività agli Uffizi , con un testo di M. Luzi, a cura di F. Montanaro (2013)
- 69. Piero Chiara, Era mio padre quel Gesù Bambino e altri racconti (2012)
- 72. Natale in piazza Duomo. Scrittori milanesi raccontano (2013)
- 73. Natale sotto il Cupolone. Storie a Roma (2014)
- 74. Antoni Gaudí, Sagrada familia. Natività , testo italiano e spagnolo (2014)
- 75. Papa Giovanni XXIII, La grande festa della pace. Pensieri per il tempo di Natale , a cura di G. Vigini (2014)
- 76. Laura Pariani, Il nascimento di Tònine Jesus (2014)
- 77. Giovanni Tesio, Il canto dei presepi. Poesie di Natale, illustrate da artisti contemporanei (2014)
- 78. Arthur Conan Doyle, Il caso dell’oca di Natale , trad. di M. Vaggi (2014)
- 79. Charles Baudelaire, Johann Wolfgang Goethe, Rainer Maria Rilke, James Joyce, Lev Tolstoj, Il tuo cuore sa ancora far festa? Le più belle lettere di Natale (2015)
- 80. Le più belle Natività al Louvre , a cura di Patrizio Aiello (2015)
- 81. Beatrix Potter, Il sarto di Gloucester. Fiaba di Natale , trad. di M. Vaggi (2015)
- 83. Alexandre Dumas, Storia di uno schiaccianoci. Favola di Natale , con le illustrazioni originali di Bertall, trad. di M. Vaggi (2016), nuova ed. (2019)
- 84. Giacomo Leopardi, Scrivimi se mi vuoi bene. Lettere e pagine fra Natale e l’anno nuovo , a cura di F. Elli e V. Rossi (2016)
- 85. Walter Fochesato, Le pubblicità di Natale che hanno fatto epoca , con immagini a colori (2017)
- 86. Le rose di Natale. Scrittrici italiane raccontano , con un testo di A. Arslan, a cura di D. Rostellato (2017)
- 87. Giuseppe Pontiggia, Una lettera dal Paradiso. Storie di Natale , a cura di F. Panzeri (2017)
- 88. Caravaggio, Natività , con un testo di A. Camilleri, a cura di F.M. Ferro (2017)
- 89. Marc Chagall, Sogno di una notte di Natale , con tavole a colori, a cura di C. Gatti (2018)
- 91. Walter Fochesato, Il campanile scocca la mezzanotte santa. Le poesie di Natale che abbiamo letto a scuola (2018)
- 92. Giovanni Orelli, Pane per Natale. Racconti (2018)
- 93. Leonardo da Vinci, Natività. La sorpresa del divino nel mondo , a cura di A. Rovetta (2019)
- 94. Andrea Kerbaker, Vite da presepe (2019)
- 95. Luciano Luisi, La prima messa di mezzanotte in tv. Testi natalizi , a cura di R. Colombo (2019)
- 96. Marco Carminati, Gli angeli di Raffaello , con tavole a colori (2020)
- 97. Arthur Conan Doyle, Ellery Queen, Rex Stout, Tre gialli di Natale , trad. di M. Vaggi (2020)
- 98. Carla Icardi, Panettone. I segreti di un dolce per tutte le feste (2020)
- 100. Erasmo da Rotterdam, La capanna natale del bambino Gesù , a cura di C. Carena (2020)